# Signalizační systém č. 5
Signalizační systém č. 5 (SS5) je multifrekvenční (MF) systém telefonní signalizace, který se používal od 70. let 20. století pro automatické spojování mezinárodních hovorů (anglicky International Direct Distance Dialing, IDDD). Mezinárodně byl označován CCITT5 nebo CC5.  Byl také přezdíván Atlantic Code, protože se používal pro první automatické spojování hovorů mezi Evropou a Severní Amerikou.
Signalizační systémy v té době používaly signalizaci v přenosovém kanálu, což znamená, že signalizace používala stejný kanál jako médium (hovor), který řídily. SS5 byl navržený pro mezikontinentální provoz, pro který se obvykle používaly dlouhé pozemní a podmořské kabely a družicové spojení přes geostacionární družice. Páteřní linky používající satelitní spoje využívaly potlačování ozvěny realizované v jejich koncových bodech. SS5 byl speciálně navržen tak, aby fungoval na těchto spojích.
SS5 je založen na multifrekvenční (MF) signalizaci Bell System známého v CCITT jako Regional System R1, a používal šest signalizačních frekvencí: 700 Hz (A), 900 Hz (B), 1100 Hz (C), 1300 Hz (D), 1500 Hz (E) a 1700 Hz (F). Prvních pět frekvencí se používalo v kódu dva z pěti pro reprezentaci číslic telefonního čísla, a poslední frekvence v kombinace s jednou další reprezentovala začátek nebo konec posloupnosti číslic. Kombinace dvou frekvencí sloužily pro kódování následujících signálů:
| Dvojice frekvencí | Dvojice frekvencí | Dvojice frekvencí | Dvojice frekvencí | Dvojice frekvencí | Dvojice frekvencí | Kód | Signál |
| A                 | B                 | C                 | D                 | E                 | F                 | Kód | Signál |
| ----------------- | ----------------- | ----------------- | ----------------- | ----------------- | ----------------- | --- | --- |
| X                 | X                 |                   |                   |                   |                   | 1   | číslice 1 |
| X                 |                   | X                 |                   |                   |                   | 2   | číslice 2 |
|                   | X                 | X                 |                   |                   |                   | 3   | číslice 3 |
| X                 |                   |                   | X                 |                   |                   | 4   | číslice 4 |
|                   | X                 |                   | X                 |                   |                   | 5   | číslice 5 |
|                   |                   | X                 | X                 |                   |                   | 6   | číslice 6 |
| X                 |                   |                   |                   | X                 |                   | 7   | číslice 7 |
|                   | X                 |                   |                   | X                 |                   | 8   | číslice 8 |
|                   |                   | X                 |                   | X                 |                   | 9   | číslice 9 |
|                   |                   |                   | X                 | X                 |                   | 0   | číslice 0 |
| X                 |                   |                   |                   |                   | X                 | 11  | kód 11 nebo předvolba pro dosažení libovolného mezinárodního operátora v zemi                                   |
|                   | X                 |                   |                   |                   | X                 | 12  | kód 12 nebo předvolba pro dosažení určitého mezinárodního operátora v zemi                                      |
|                   |                   | X                 |                   |                   | X                 | 13  | kód 13, klíčovací předvolba (KP1) kde následující číslice neobsahují kód země (terminálový provoz)              |
|                   |                   |                   | X                 |                   | X                 | 14  | kód 14, klíčovací předvolba (KP2) kde následující číslice obsahují kód země (tranzitní provoz)                  |
|                   |                   |                   |                   | X                 | X                 | 15  | kód 15, kód ukončení klíčování (KF nebo End-of-keying), který dává registru pokyn, aby nečekal na další číslice |

Frekvenční kód 2 ze 6 se používal pro předávání číslic mezi registry v tradičních mezinárodních ústřednách. Každá číslice trvala 55 ms s 55 ms mezičíslicovou pauzou (anglicky Inter-digital pause, IDP) a posloupnost byla posílána bez prodlev zjištění, aby potlačování ozvěn nevypnul dopředný přenos, protože spoje byly často satelitní. Prvním kódem byl klíčovací prefix (a KP) pro indikaci cílového nebo tranzitního spojení a posledním kódem byl kód 15 neboli konec klíčování (KF).
Kromě toho se pro linkovou signalizaci používal dvoufrekvenční kód (2VF), který používal vázaná posloupnosti frekvencí 2400 Hz a 2600 Hz místo souvislého tónu SF, aby došlo k obsazení linky na začátku spojení přes daný spoj a jejímu uvolnění na konci hovoru – dlouho poté, co cenný registr poslal 15 nebo KF a odpojil se od hovoru. Tento linkový signalizační prvek byl 2VF, aby se zavedla možnost více významů a vypnutí tónu naprázdno, aby stovky kanálů v přenosovém médiu nevysílaly současně tyto tóny.

## Zneužití a podvody
Nedostatky SS5 byly široce známy jako příčina „Blue box podvodů“, které umožňovaly telefonním phreakerům, jakými byl např. Captain Crunch (John Draper), zneužívat telefonní systém a uskutečňovat telefonní hovory zdarma, případně využívat další funkce. SS5 byl zneužíván vysláním signálu „seize“, který simuloval z účastnické telefonní linky vzdálenou ústřednu, která neměla žádné prostředky pro zjištění, že signalizace nepochází z legitimní ústředny.
Toto podvody byly důvodem pro rozšíření Signalizačního systému č. 7 (SS7) jako náhrady za SS5.